# Andrena bernicla
Andrena bernicla är en biart som beskrevs av Warncke 1975. Andrena bernicla ingår i släktet sandbin, och familjen grävbin. Inga underarter finns listade i Catalogue of Life.